# Václav M. Havel

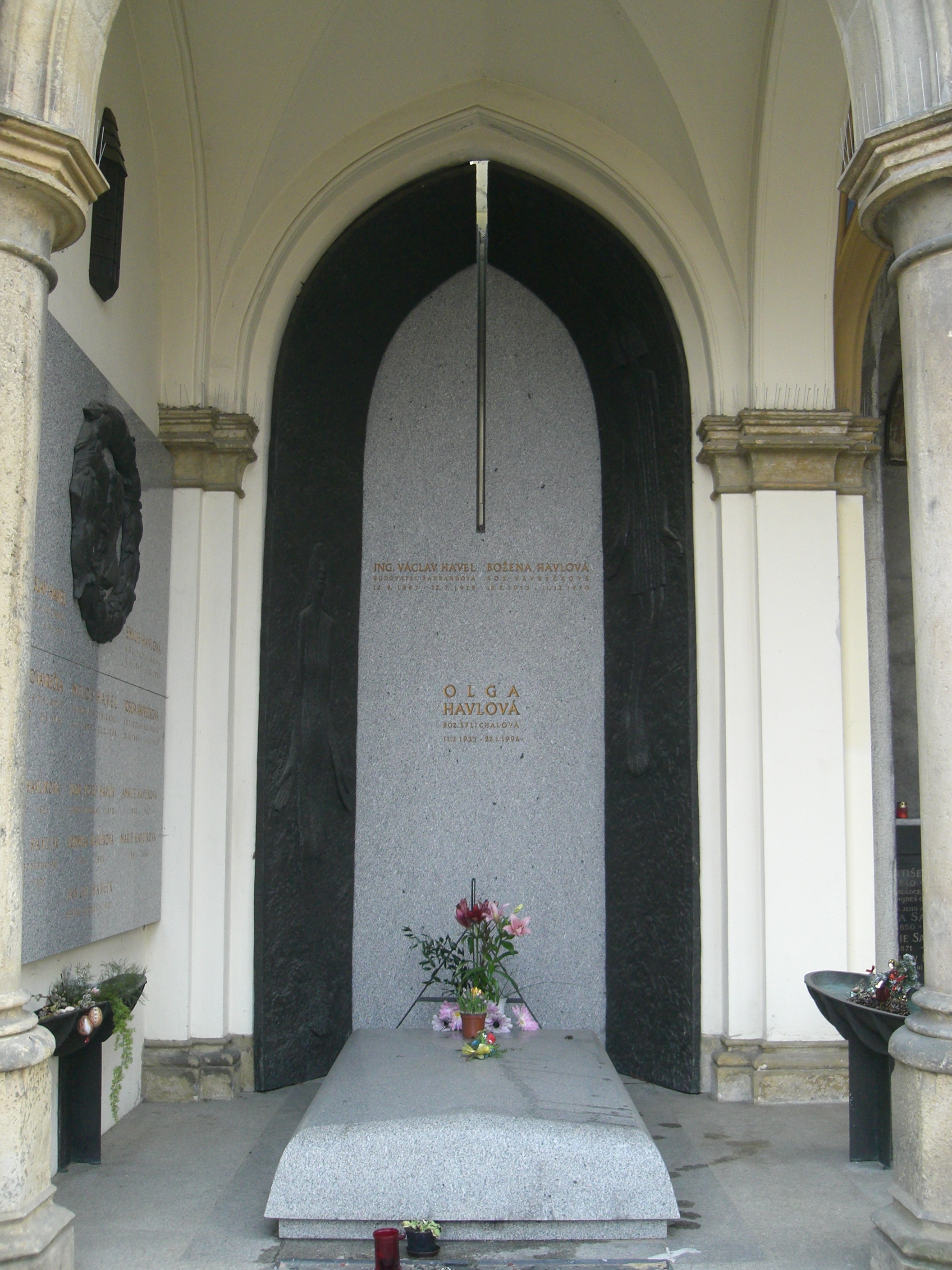
Hrob Václava M. Havla, jeho manželky Boženy a snachy Olgy; od ledna 2012 i jeho syna Václava

Václav Maria Havel (12. září 1897 Zběšičky – 22. července 1979 Praha) byl český stavební podnikatel, příslušník vlivné pražské velkoměšťanské a intelektuálské rodiny Havlových. Jeho bratrancem z druhého kolene byl česko-rakouský filmový režisér Georg Wilhelm Pabst (jejich otcové byli bratranci).

## Život
Narodil se ve Zběšičkách nedaleko Tábora v jižních Čechách do rodiny podnikatele Vácslava Havla a jeho manželky Emilie, rozené Pavelkové. Stal se stavitelem, působil především v Praze. Postavil mimo jiné vilovou čtvrť na Barrandově spolu s velkým společenským areálem Barrandovské terasy a studentské tábory Řadov a Kouty. Jeho otec Vácslav Havel postavil kromě jiného pražský palác Lucerna, jeho bratr Miloš Havel založil Filmové továrny AB na Barrandově. Byl spřátelený s T. G. Masarykem a byl prezidentem pražského Rotary klubu. Spolu s T. G. Masarykem založil v roce 1921 v Československu organizaci YMCA, jíž se stal prvním prezidentem. Za první republiky byl členem Československé národní demokracie. Po roce 1945 působil v Československé straně národně socialistické. Po znárodnění veškerých podniků rodiny Havlových v roce 1948 se stal úředníkem.
Zemřel 22. července 1979 v Praze ve věku 81 let. Pohřben byl v rodinné hrobce na Vinohradském hřbitově.
V roce 1928 se oženil se sportovkyní Bělou Friedländerovou, se kterou se přátelil od dětství. Bezdětné manželství skončilo v roce 1933 po vzájemné dohodě rozlukou. Dne 14. června 1935 se v Praze oženil s Boženou Vavrečkovou, se níž měl syny Václava Havla a Ivana M. Havla.